# Mario González (Boxer, 1901)
Mario González (* 8. September 1901; † unbekannt) war ein uruguayischer Boxer.
González trat als Boxer bei den Olympischen Sommerspielen 1924 in den Boxwettbewerben im Bantamgewicht an. Er unterlag jedoch bereits in seinem Erstrundenkampf am 15. Juli 1924 gegen den Schweden Oscar Andrén (1899–1981). Damit belegte er den 17. Platz.